# Aseriaru
Aseriaru − wieś w Estonii, w prowincji Virumaa Wschodnia, w gminie Aseri.